# فرديناند شتادلر
فرديناند شتادلر هو مهندس معماري سويسري، ولد في 23 فبراير 1813 في زيورخ في سويسرا، وتوفي بنفس المكان في 24 مارس 1870.